# Melanophilharmostes posthi
Melanophilharmostes posthi is een keversoort uit de familie Hybosoridae. De wetenschappelijke naam van de soort is voor het eerst geldig gepubliceerd in 1937 door Paulian.